# Schmidmühlen
Schmidmühlen ist ein Markt im Oberpfälzer Landkreis Amberg-Sulzbach und zählt zur Metropolregion Nürnberg.

## Geografie
Schmidmühlen liegt in der Region Oberpfalz-Mitte am Zusammenfluss von Vils und Lauterach.

### Gemeindegliederung
Es gibt 24 Gemeindeteile (in Klammern ist der Siedlungstyp angegeben):
- Archenleiten (Weiler)
- Baumhof (Einöde)
- Blaugrund (Einöde)
- Brunnhof (Einöde)
- Brunnmühle (Einöde)
- Eglsee (Weiler)
- Emhof (Kirchdorf)
- Galching (Weiler)
- Greining (Weiler)
- Harschhof (Weiler)
- Hirschberg (Einöde)
- Markhof (Einöde)
- Oberadlhof (Weiler)
- Oberes und unteres Forsthaus
- Ofen (Einöde)
- Pettenhof (Weiler)
- Pirkenhof (Einöde)
- Scharltal (Einöde)
- Schmidmühlen (Hauptort)
- Sinzenhof (Weiler)
- Unteradlhof (Weiler)
- Vilshof (Einöde)
- Winbuch (Kirchdorf)
- Zanklberg (Einöde)

Es gibt die Gemarkungen Emhof, Schmidmühlen und Winbuch.

## Eingemeindungen
- 1. Januar 1946: Gemeinde Emhof
- 1. Juli 1972: Gemeinde Winbuch, Gemeinde Lanzenried (Teile), Gemeinde Höchensee (Teile)[4]
- 1. Januar 1974: Ort Galching

## Geschichte
Der Ort wurde erstmals 1010 erwähnt. 1270 erschien Schmidmühlen in einem Salbuch Herzog Ludwigs des Strengen als Markt. Wirtschaftlich war der Ort im Mittelalter als Hafen am Zusammenfluss von Lauterach und Vils sowie als Standort eines der größten Hammerwerke der damaligen Zeit von Bedeutung. Der Markt Schmidmühlen war Amtssitz und gehörte ursprünglich zur Münchner Linie der Wittelsbacher. 1505 wurde Schmidmühlen mit den anderen Gebieten des bayerischen Nordgaus in das neu geschaffene Herzogtum Pfalz-Neuburg eingegliedert. Die Grenze zur Oberpfalz lag drei Kilometer nördlich, was immer wieder zu Auseinandersetzungen vor allem mit dem mächtigen Amberg führte. Im Spanischen Erbfolgekrieg fand 1703 die Schlacht bei Schmidmühlen statt. Mit der  Regierungsübernahme Karl Theodors von Pfalz-Sulzbach 1778 in München wurde das Gebiet wieder zu einem Teil des Kurfürstentums Bayern, doch wurden die Gebiete erst nach den napoleonischen Kriegen in die Oberpfalz eingegliedert. Schmidmühlen besaß ein Marktgericht mit magistratischen Eigenrechten. Im Zuge der Verwaltungsreformen in Bayern entstand mit dem Gemeindeedikt von 1818 die heutige Gemeinde, die bis zur Gebietsreform eng mit dem Gerichtsort und späteren Landkreissitz Burglengenfeld verbunden war. Heute ist Schmidmühlen die südlichste Gemeinde des Landkreises Amberg-Sulzbach. Damit kam eine Umorientierung in Richtung Norden zum Abschluss, die vor 100 Jahren mit dem Bau der Bahnstrecke Amberg–Schmidmühlen (1910–1985, heute Teil des Fünf-Flüsse-Radwegs) begonnen hatte.

### Montangeschichte

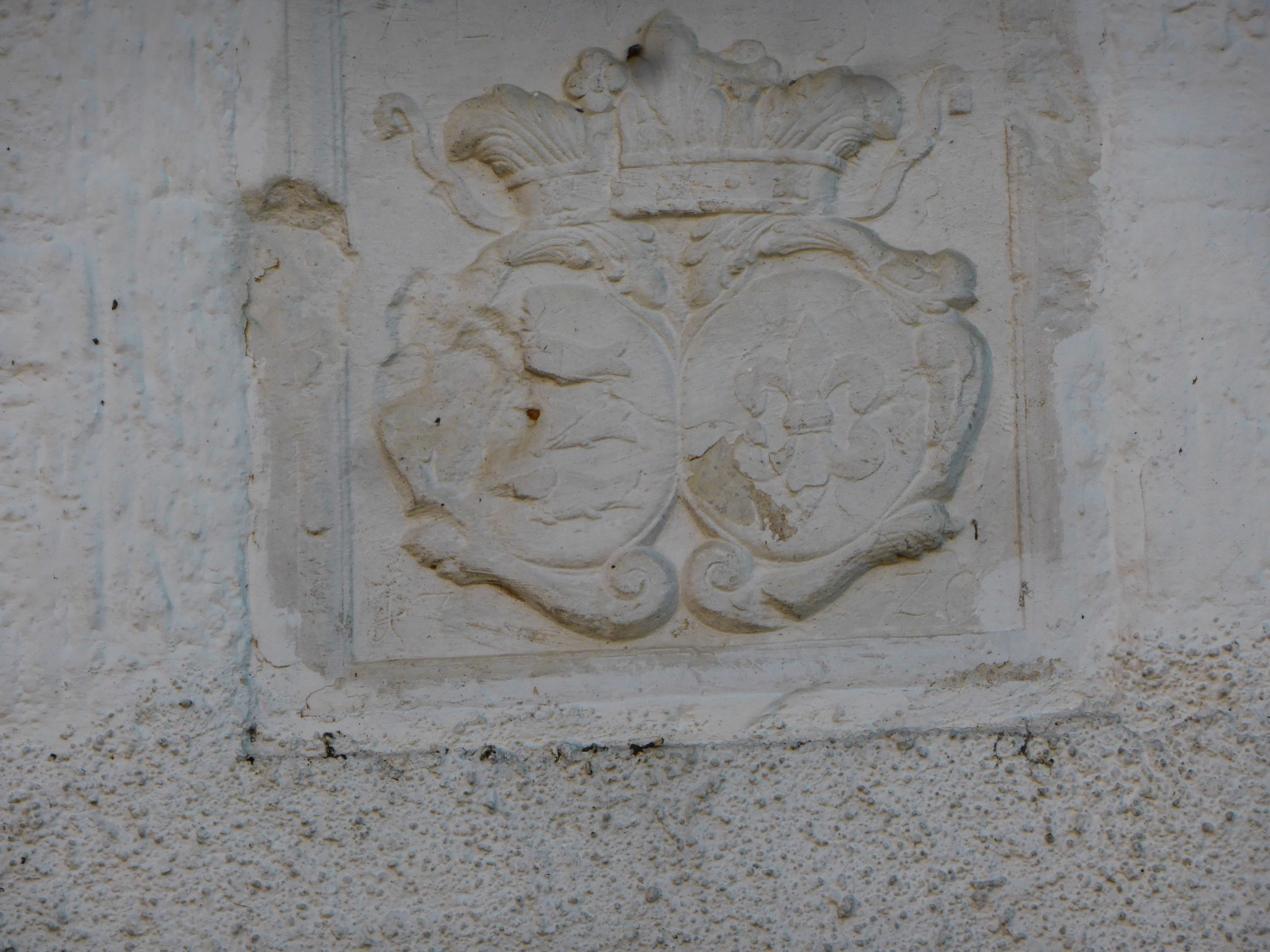
Wappen der Familie von Vischbach am ehemaligen Hammerwerk

Schmidmühlen verdankt seinen Ortsnamen nicht geografischen, geologischen oder besiedelungsspezifischen Merkmalen, sondern zwei wichtigen Industriezweigen, die beide auf Wasserkraft angewiesen sind, Schmieden und Mühlen. Am linken Lauteracharm befanden sich die Obere und die Untere Mühle, am rechten Arm des Flussdeltas mehrere Schmieden, die sich zu bedeutenden Hammerwerken entwickelten. In einem Eisenhammer wurde das Eisen durch einen mit einem Wasserrad angetriebenen Hammer ausgeschmolzen. Die Eisenhämmer verhütteten Eisenerz mit Holzkohle in den so genannten Rennherden, in denen das Eisen zerrann. In diesen Schmelzöfen wurde das Erz zu einem glühenden Klumpen aus rohem Eisen, Schlacke und Kohleresten verschmolzen. Dieser Klumpen wurde dann auf den Hämmern so lange ausgeschmiedet, bis Schlacke und Kohlenreste entfernt waren. Das Eisen wurde in Schienen- oder Blechform für die weitere Verarbeitung vorbereitet. Neben einem Fluss für die Wasserkraft waren für Standorte von Eisenhämmern auch Wälder zur Gewinnung großer Mengen von Holzkohle sowie Eisenerzvorkommen in der näheren Umgebung wichtig. Diese Voraussetzungen, Holz im Hirschwald und Gruben im Blaugrund, bei Pilsheim und die Wasserstraße beliefert mit Sulzbacher Erz, ließen Schmidmühlen zum größten Eisenhammer des Mittelalters im damaligen Bayern aufsteigen. Anno 1326 zinste der Hammer Schmidmühlen mit dem dreifachen Betrag anderer Hämmer. Das Schmidmühlner Schieneisen wurde mit Schiffen nach Regensburg transportiert und von dort im ganzen Donauraum gehandelt. Als ab dem 18. Jahrhundert mit Beginn der industriellen Revolution die Stahlproduktion in anderen Gebieten ihren Aufschwung nahm, wurde der Hammer zerschlagen. Neben den beachtlichen baulichen Relikten, dem prächtigen Hammerschloss, dem ehemaligen Hammerwerk und einem Wasserrad, erinnert noch das Schmidmühlner Wappen mit Hammer und Mühlrad an die große industrielle Vergangenheit des damals nicht so idyllischen Ortes.

### Hopfenanbau

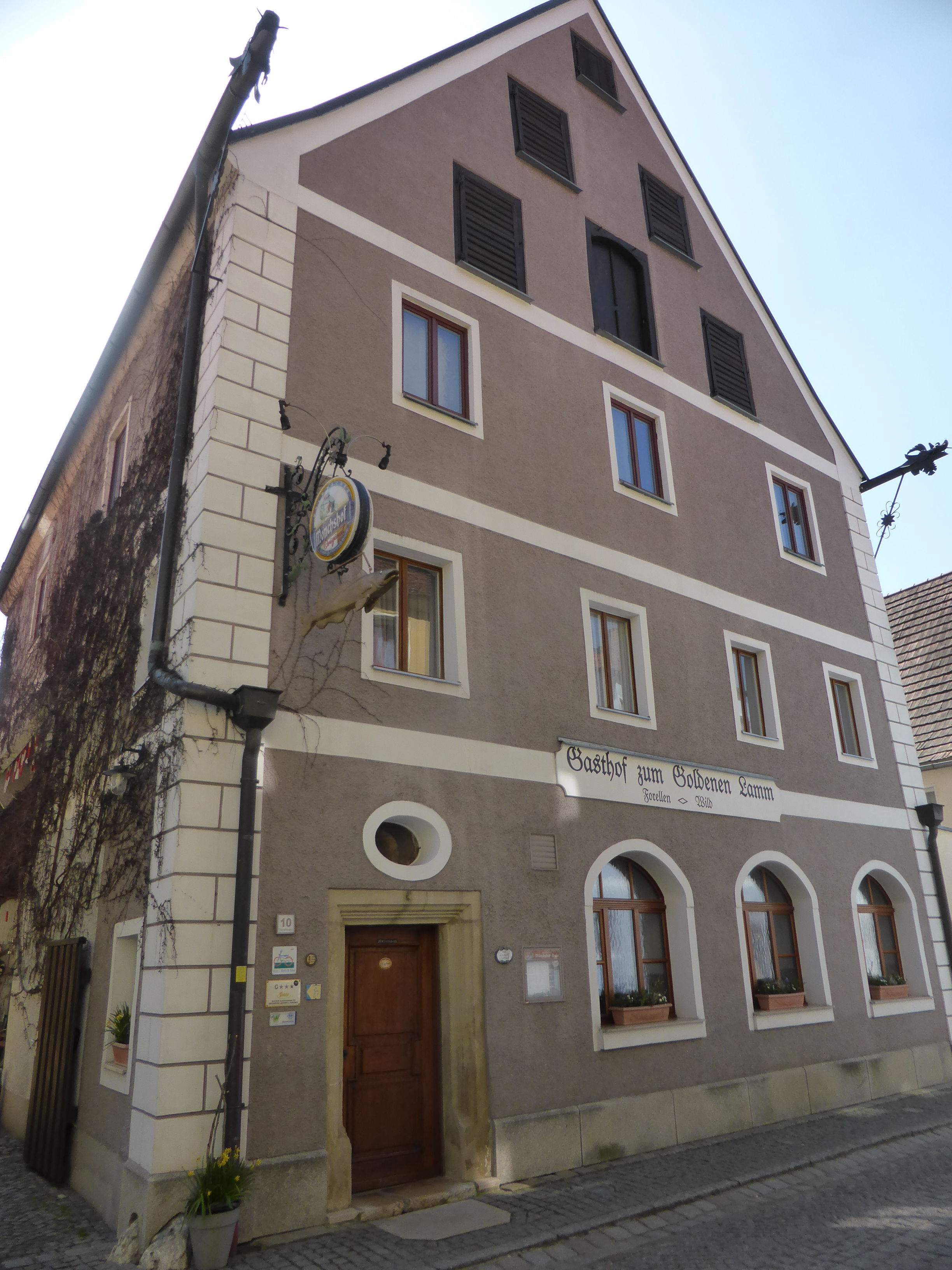
Gasthof Zum Goldenen Lamm, Giebel mit Hopfentor und Belüftungsfenster des Hopfenbodens

Über Jahrhunderte war der Anbau von Hopfen der Haupterwerbszweig des Marktes. In den Acta des Kastenamtes Burglengenfeld befindet bereits aus dem Jahre 1568 eine Aufzeichnung über Hopfenanbau in Schmidmühlen: Sebastian Perre hatte einen Hopfengarten angelegt. Auch eine Abbildung Schmidmühlens aus dem Jahr 1623 zeigt die charakteristischen Hopfenstangen – es ist die früheste Abbildung des Hopfenanbaus in Bayern. Als „Siegelhopfen“ wurde der Schmidmühlner Hopfen wegen seiner besonderen geografischen Herkunft ausgezeichnet und war bei Bierbrauern sehr begehrt. 1867 wurde zum ersten Mal die Hälfte des Hopfens vom Kupferbrand, einer neu auftretenden Hopfenkrankheit, befallen. Da es damals noch kein Mittel dagegen gab, wurde der Hopfenanbau immer unrentabler. Um 1900 gab es in Schmidmühlen nur noch drei Hopfenbauern, der letzte gab vor dem Zweiten Weltkrieg auf. An den mächtigen Giebeln der Hauptstraße sind noch die ehemaligen Hopfentore und Lüftungsfenster zu sehen, hinter denen sich Hopfentrockenböden befanden. Auch die bis zu einem Meter hohen aufgeschichteten Steinmauern, welche die Hopfengärten vor Wind und Hochwasser schützten, sind oberhalb des Sportplatzes noch gut zu erkennen. Dort zeugen nur vereinzelte wilde Hopfenpflanzen von der besonderen Ackerbaugeschichte Schmidmühlens.

### Einwohnerentwicklung
Zwischen 1988 und 2018 wuchs der Markt von 2202 auf 2358 um 156 Einwohner bzw. um 7,1 %.
Die Einwohnerangaben beziehen sich auf die Gemeinde in der heutigen Ausdehnung.
| Jahr      | 1961 | 1970 | 1987 | 1991 | 1995 | 2000 | 2005 | 2010 | 2015 |
| --------- | ---- | ---- | ---- | ---- | ---- | ---- | ---- | ---- | ---- |
| Einwohner | 2175 | 2270 | 2217 | 2360 | 2352 | 2425 | 2459 | 2371 | 2330 |

## Politik
- CSU: 6
- FWS: 5
- FWGE: 2
- SPD: 1

### Marktgemeinderat
Der Marktgemeinderat hat 14 Mitglieder. Weiteres Mitglied und Vorsitzender des Marktgemeinderates ist der Bürgermeister. Bei der Kommunalwahl vom 15. März 2020 haben von den 1963 stimmberechtigten Einwohnern im Markt Schmidmühlen 1377 von ihrem Wahlrecht Gebrauch gemacht, womit die Wahlbeteiligung bei 70,15 % lag.

### Bürgermeister
Erster Bürgermeister ist Peter Braun (CSU). Dieser wurde im Jahr 2002 Nachfolger von Manfred Puchta (SPD/Unabhängige Wähler). Bei der Kommunalwahl vom 15. März 2020 wurde Peter Braun mit 57,77 % der Stimmen wiedergewählt.

### Steuereinnahmen
2017 betrugen die Gemeindesteuereinnahmen 2.522.000 Euro, davon waren 1.025.000 Euro Gewerbesteuereinnahmen (netto) und 1.278.000 Euro Gemeindeanteil an der Einkommensteuer.

## Wappen
|                                        | Blasonierung: „Gespalten von Silber und Rot; vorne ein aufrechter schwarzer Schmiedehammer, hinten ein halbes Mühlrad am Spalt.“ |
| Wappenführung seit dem 15. Jahrhundert | |

## Sehenswürdigkeiten
Mittelpunkte des Ortes sind die Pfarrkirche St. Ägidius sowie das Obere Schloss und das Hammerschloss, die beide mit kunsthistorischen Sehenswürdigkeiten aufwarten.

### Kirchen

#### Friedhofskirche St. Georg

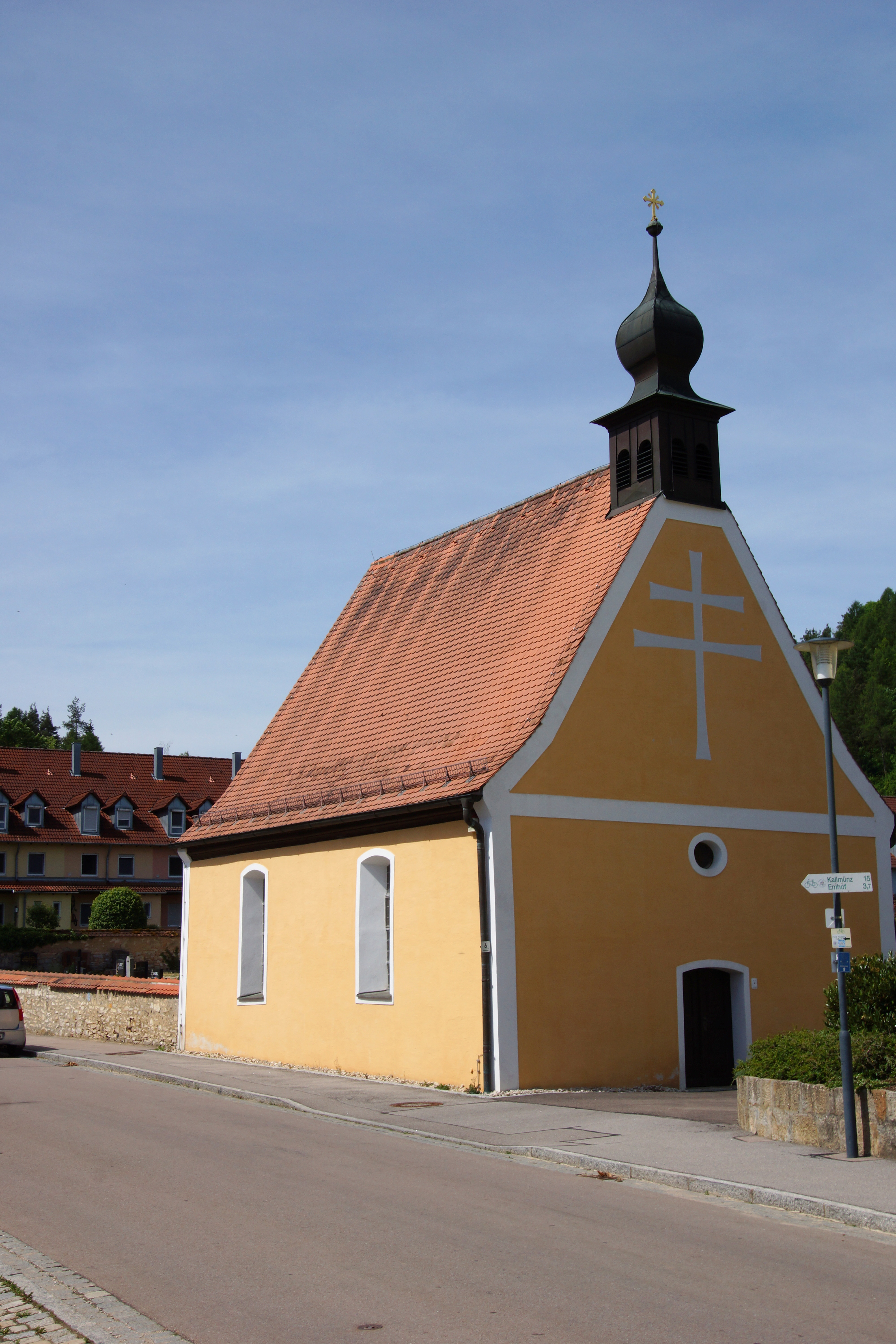
Friedhofskirche St Georg

Die Kirche wurde um 1600 errichtet und hatte eine Art Portalfunktion zum Friedhof. Dies belegen Reste von Fresken (heute übermalt), die mit Scheinarchitekturen die ehemaligen Eingänge an den beiden Langseiten umrahmen. Um 1700 wurde der Chor angebaut und das Langhaus erhöht. Obwohl die Ausstattungsstücke aus unterschiedlichen Jahrhunderten stammen (Barock, Rokoko und Historismus), vermittelt die Kirche durch die seit der letzten Restaurierung 2009 wiederhergestellte Farbfassung des späten Historismus (um 1890) ein Bild von seltener Einheitlichkeit.

#### Wallfahrtskirche zur Heiligen Dreifaltigkeit auf dem Kreuzberg

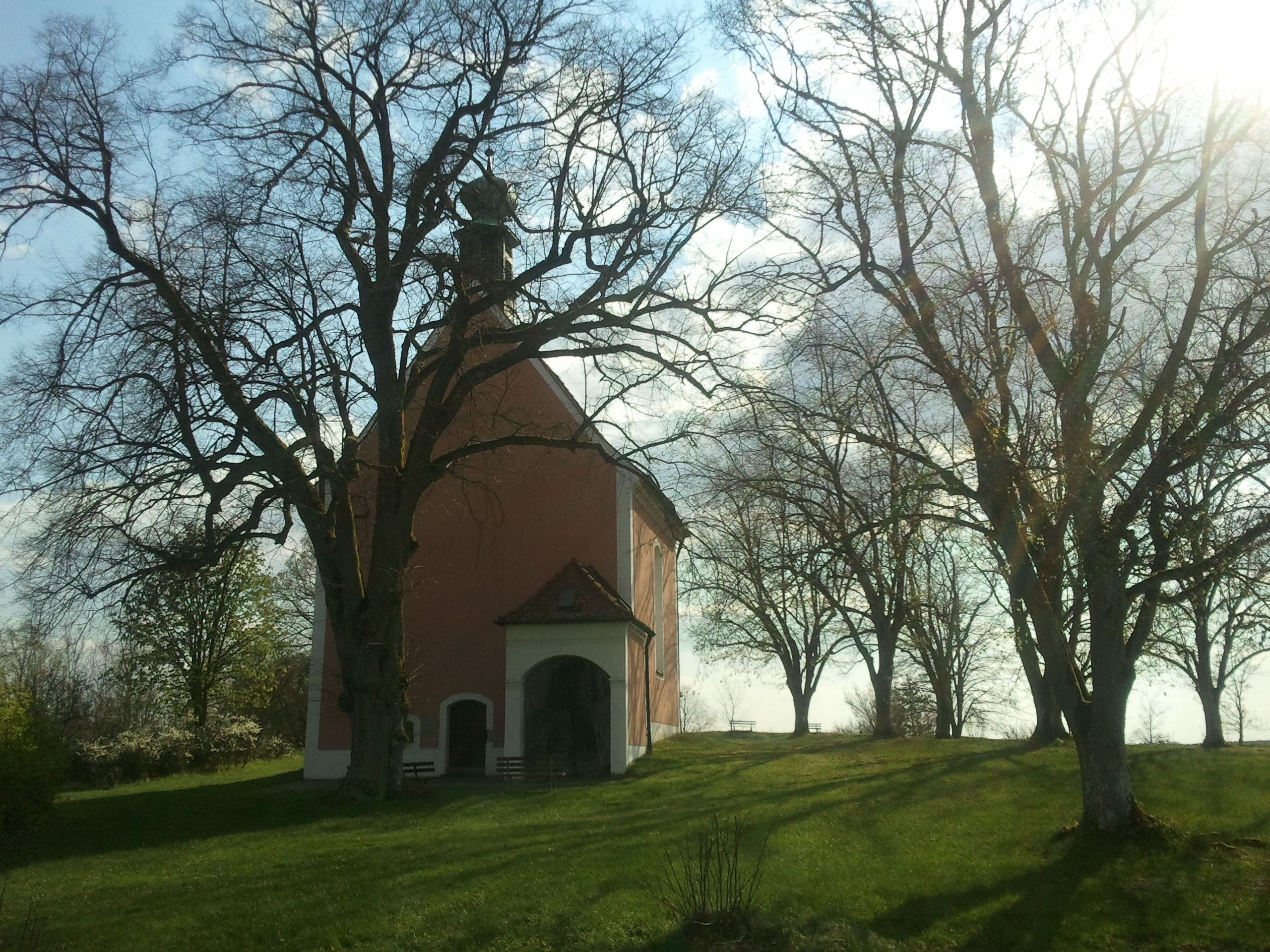
Kreuzbergkirche im Frühjahr

Der vorgeschichtliche Ringwall auf dem Kreuzberg bei Schmidmühlen zeugt von der langen Besiedelungstradition des Vils- und Lauterachtals. Inmitten dieser keltischen Wohn- und Kultstätte beschwört eine Wallfahrtskirche mit christlicher Geduld die alten heidnischen Geister. Ihre Entstehung verdankt das Kirchlein vermutlich einem Gelübde der Marktbürger und Bauern der Umgebung, als 1697 eine Viehseuche wütete. Wie das große Vorbild der Mariahilfkirche in Amberg sollte die Dreifaltigkeitskirche mit einer mächtigen Freitreppe majestätisch auf dem Kreuzberg thronen und weit hinauf in das Vilstal grüßen. Durch die Wirren des Spanischen Erbfolgekrieges in dieser Gegend (Schlacht bei Schmidmühlen) konnte jedoch nur der Chor verwirklicht werden. Seit ihrer Entstehung ist die Kreuzbergkirche eine vielbesuchte Wallfahrtsstätte, wovon noch zahlreiche Votivbilder zeugen. Seit 1953 im Truppenübungsplatz Hohenfels gelegen, drohte dem Kirchlein wie allen Gebäuden in diesem Gebiet Verfall und Zerstörung. Dieses Schicksal konnte 1969 durch einen Rückkauf von Bergkuppe und Ringwall durch die Pfarrei verhindert werden. Als einzige Enklave im Truppenübungsplatz Hohenfels ist die Kreuzbergkirche das Wahrzeichen des Marktes Schmidmühlen und setzt durch ihre Existenz ein Zeichen christlicher Werte inmitten eines intensiv militärisch genutzten Gebiets.

### Schlösser

#### Hammerschloss

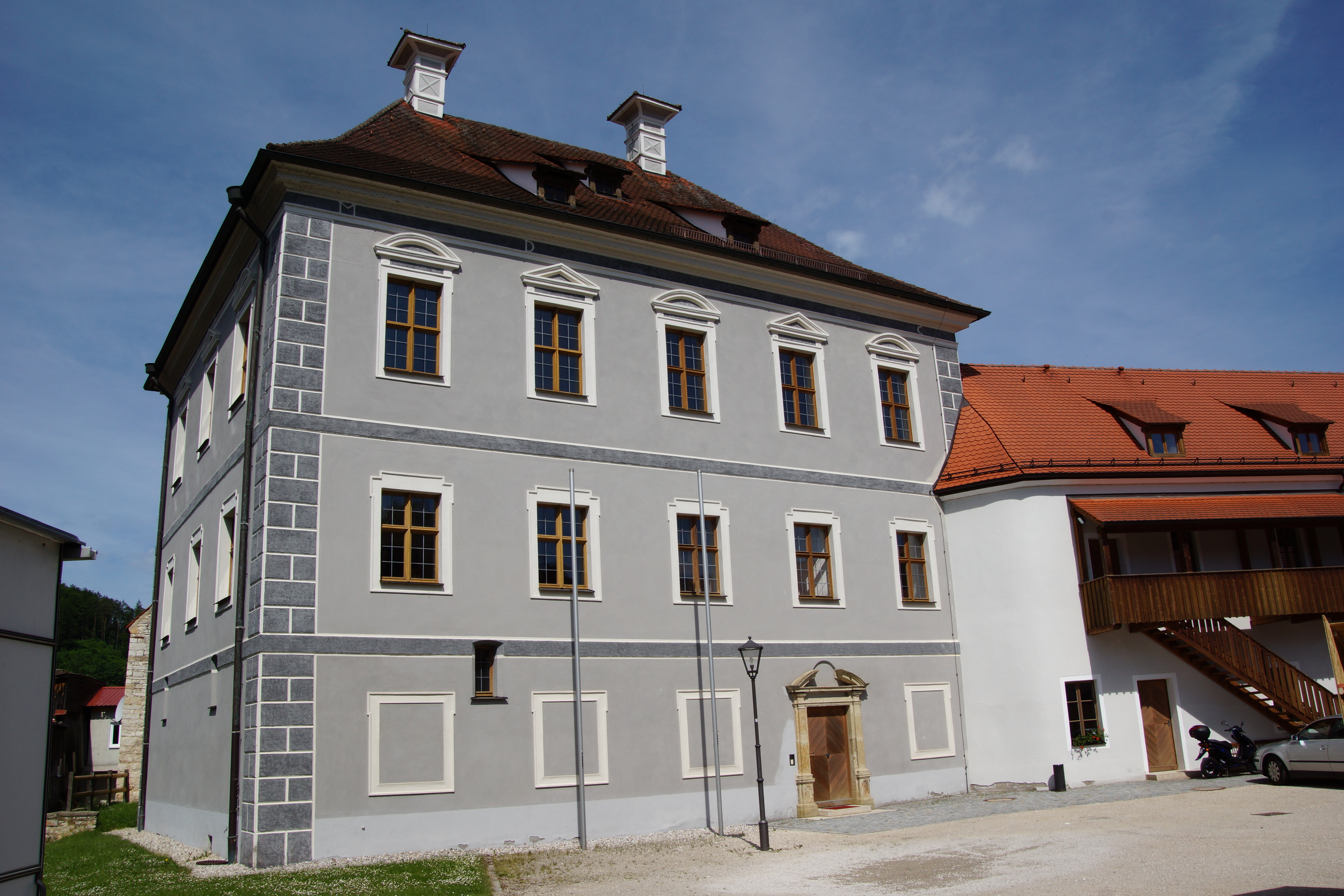
Hammerschloss

Das Hammerschloss zeugt von der großen Vergangenheit Schmidmühlens als Zentrum der Oberpfälzer Eisenindustrie, eine Bedeutung, die sich am Ortsnamen ablesen lässt. Im Kern noch spätgotisch, sind die Architektur des Schlosses und seine Ausstattung vom italienischen Barock geprägt. Der Bauherr Johann Hector von Vischbach, durch seinen Aufenthalt während der Türkenkriege am Wiener Hof mit den neuesten Strömungen der Baukunst diese Zeit in Berührung gekommen, ließ sich ein Schloss nach Vorbild italienischer Adelspaläste erbauen.

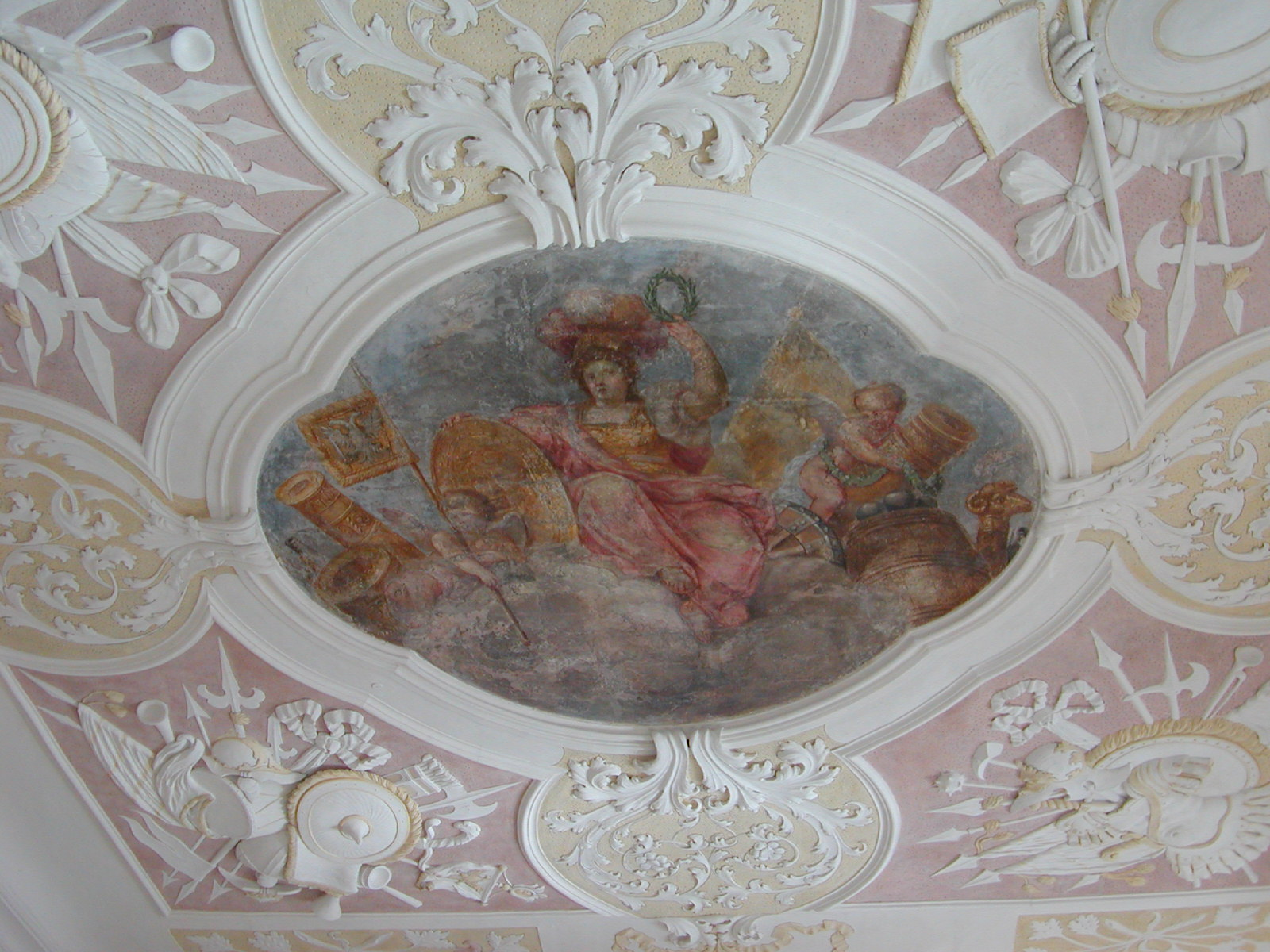
Bellona – Göttin des Krieges, Fresko von Hans Georg Asam

Berühmtestes Beispiel für diesen Schlosstypus ist der Mittelbau von Schloss Nymphenburg in München. Phantasievolle Stuckdecken von italienischen Künstlern und Fresken von Hans Georg Asam, dem Vater der Gebrüder Asam, erheben das Schmidmühlner Hammerschloss zu einem der wichtigsten Bauwerke des Landkreises. Das Schloss dient heute als Kultur-, Pfarr- und Gemeindezentrum und war Kulisse für das Festspiel Erasmus Grasser anlässlich der 1000-Jahr-Feier des Marktes im Jahre 2010.

#### Oberes Schloss (Rathaus)

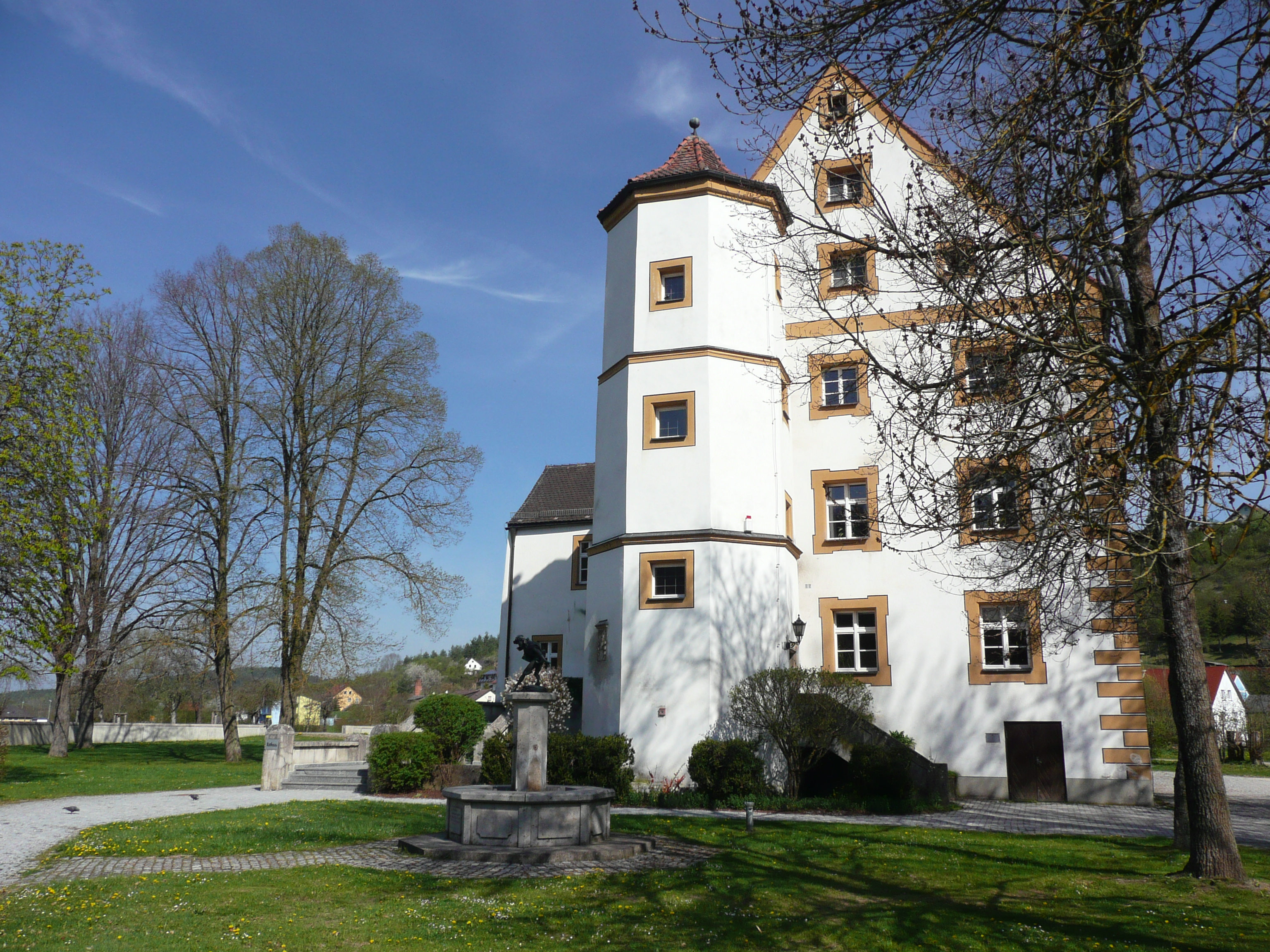
Oberes Schloss

Ursprünglich als Wasserburg der Herren von Schmidmühlen (berühmtestes Mitglied: Albert von Schmidmühlen, Abt von St. Emmeram zu Regensburg 1324–1358) errichtet, wurde dem Oberen Schloss von Georg Hausner von Winbuch um 1600 die heutige Form gegeben. Die Jahreszahl befindet sich an einem der prächtigen Türgewände des Rittersaals, der eine kunsthistorische Besonderheit birgt. Seine Wände sind mit Fresken geschmückt, die in heiter moralisierender Art der Renaissance Tugenden und Monatsdarstellungen zeigen. Ähnliche Renaissancefresken dieser Güte findet man in Bayern nur noch auf Burg Trausnitz in Landshut. In zwei Stockwerken reicher Akanthusstuck von Phillip Jakob Schmuzer (Wessobrunner Schule) um 1715. Er schuf auch die Stuckaturen in der Klosterkirche zu Ensdorf.
Vor dem Oberen Schloss steht auf dem Brunnen das gegossene Abbild eines Moriskentänzers und erinnert an seinen Schöpfer Erasmus Grasser, den spätgotischen Bildhauer und großen Sohn Schmidmühlens. Die berühmten Moriskentänzer schuf Grasser für den Festsaal im Alten Rathaus zu München.

#### Zieglerschloss

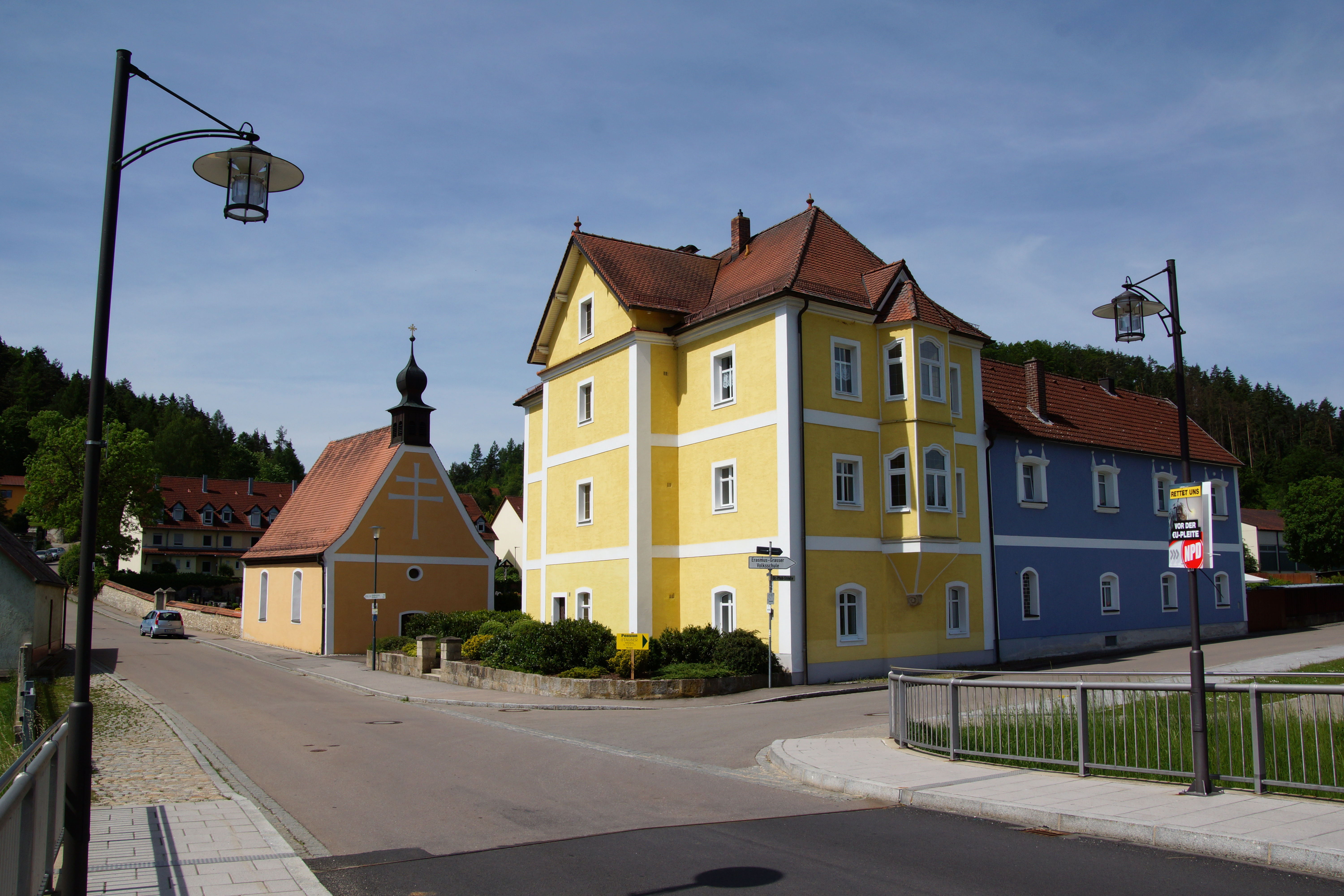
Zieglerschloss

Erbaut 1757 von Georg Felsner, der durch eine Schnupftabakdosenfabrik zu Reichtum gekommen war, im Stil eines französischen Landschlösschens. 1896 abgebrannt und vereinfacht wieder aufgebaut, ist das Schloss heute in Privatbesitz.

### Skulpturenweg
Die von Erasmus Grasser im Jahre 1480 geschnitzten Moriskentänzer sind ein Kabinettstück der spätgotischen Kunst in Deutschland. Die Nachbildungen dieser Moriskentänzer wurden vom Künstler Franz Schmid bewusst in Eisen geschaffen, um auf die lange Tradition der Eisenverarbeitung in Schmidmühlen Bezug zu nehmen. Die Moriskentänzer sind auf der südlichen Hochwasserschutzmauer aufgestellt und können von der gegenüberliegenden Lauterachseite betrachtet werden. Die Metallskulpturen wurden anlässlich der 1000-Jahr-Feier des Marktes Schmidmühlen im Jahr 2010 in Auftrag gegeben und am 6. November 2011 durch Landtagsvizepräsident Franz Maget eingeweiht.

## Kultur
Kulturelle Höhepunkte sind das jährlich stattfindende Marktfest, bei dem Vereine, Gasthöfe und Anlieger den alten Ortskern in das größte Freiluftfest des Landkreises verwandeln, sowie die Wildwochen im Herbst. Wildspezialitäten aus Wald und Flur der Region stehen bei den drei Wildwirten auf der Speisekarte. Den Auftakt bildet eine Hubertusmesse, die von Jagdhornbläsern umrahmt wird.
Die berühmten Lauterach-Forellen gelten schon lange als das kulinarische Aushängeschild Schmidmühlens. Daraus hervorgegangen ist der jährlich am Aschermittwoch stattfindende traditionelle Fischzug, dessen Ursprünge als Heischebrauch zumindest bis ins 19. Jahrhundert zurückreichen. Bei diesem Brauch ziehen die männlichen Bewohner des Marktes, festlich gekleidet mit Gehrock, Zylinder und einem auf den Rücken gemalten Fisch, schweigend (bei Nichtbeachtung Geldbuße fünf Euro) in vorgeschriebenen Bahnen von Wirtshaus zu Wirtshaus (früher 18 Gastwirtschaften, z. Zt. zwei Gasthöfe, zwei Gasthäuser, eine Pizzeria und fünf Vereinsheime) um das im Fasching übrig gebliebene Bier vor dem sicheren Verderben während der Fastenzeit zu bewahren. An Essen nehmen sie dabei nur Brot und Fisch (Hering) zu sich. Der zum Schluss leere Geldbeutel wird gegen 22 Uhr unter einer Trauerrede am Hammerplatz begraben.

## Wirtschaft und Infrastruktur

### Wirtschaft einschließlich Land- und Forstwirtschaft
2017 gab es in der Marktgemeinde 409 sozialversicherungspflichtige Arbeitsplätze. Von der Wohnbevölkerung standen 1001 Personen in einem versicherungspflichtigen Beschäftigungsverhältnis. Damit war die Zahl der Auspendler um 592 Personen größer als die der Einpendler. 39 Einwohner waren arbeitslos. 2016 gab es 26 landwirtschaftliche Betriebe; von der Gemeindefläche waren 1409 Hektar landwirtschaftlich genutzt.

### Verkehr

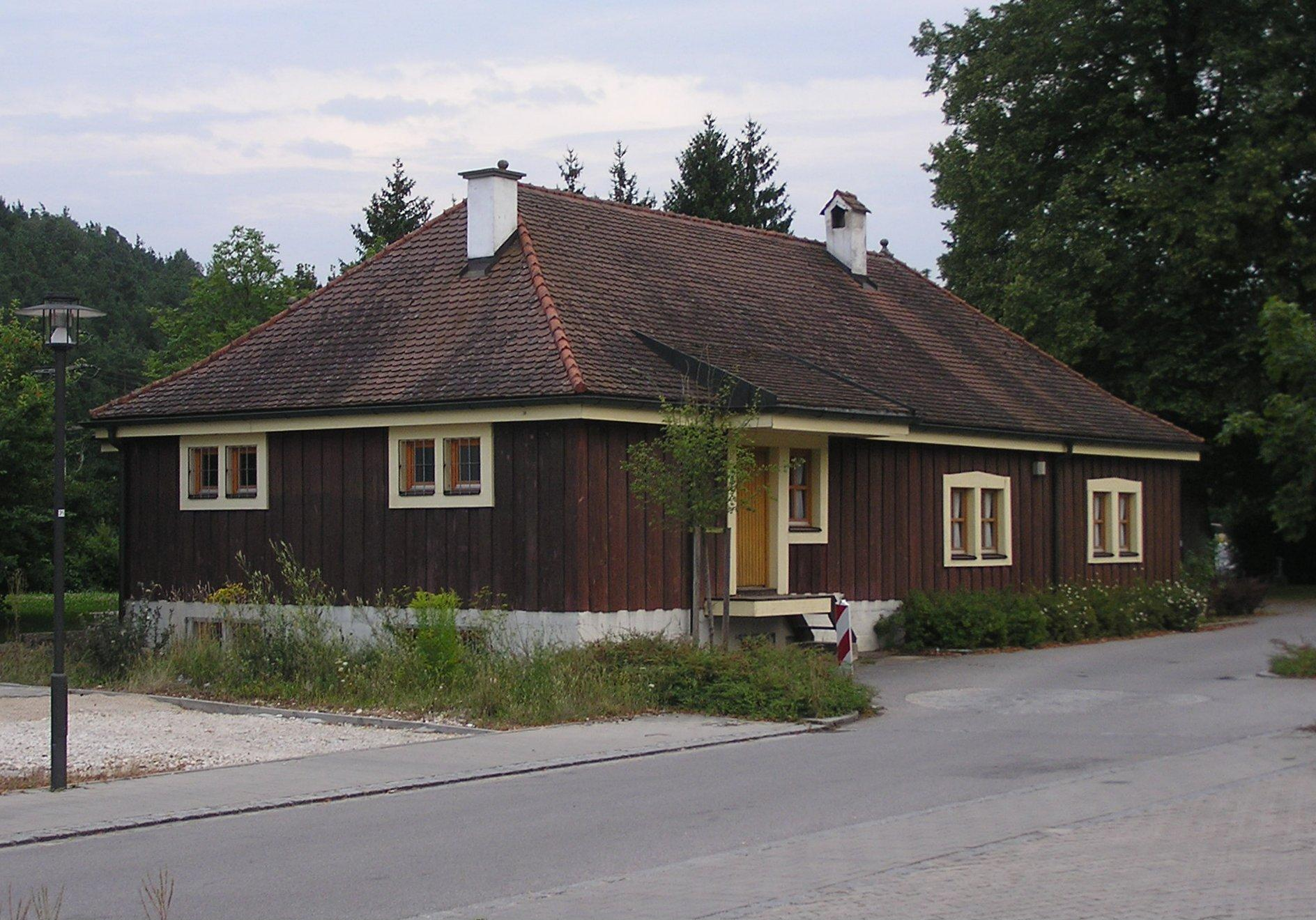
Ehemaliger Bahnhof

Schmidmühlen liegt an zwei Staatsstraßen. Die St 2165 führt in nördlicher Richtung nach Amberg, in südlicher Richtung nach Regensburg. Die St 2235 führt nach Kastl im Westen, nach Burglengenfeld im Osten. Zudem führt die Kreisstraße AS 34 nach Schwandorf.
Bis etwa 1990 besaß Schmidmühlen einen Eisenbahnanschluss. Die Gemeinde war Endbahnhof der Bahnstrecke Amberg–Schmidmühlen.

### Bildung
Es gibt folgende Einrichtungen:
- eine Kindertagesstätte mit 79 genehmigten Plätzen, die voll belegt ist (Stand 1. März 2018) und
- die Erasmus-Grasser-Grundschule Schmidmühlen mit fünf Lehrkräften und 82 Schülern (Schuljahr 2018/19)[20]

## Söhne und Töchter der Gemeinde
- Albert von Schmidmühlen, Abt von St. Emmeram zu Regensburg 1324–1358
- Erasmus Grasser (um 1450–1518), Bildhauer und Baumeister
- Johann Georg von Gleißenthal (um 1507–1580), deutscher Abt in der Reformation, Führer der Prälatenbank in der Oberpfalz und Viztum der Oberen Pfalz; Epitaph in Neustadt am Kulm
- Max Pollwein (1885–1944), Jurist, Magistratsrat, Oberbürgermeister von Bad Kissingen
- Adolf Eichenseer (1934–2015), Mundartdichter und Bezirksheimatpfleger der Oberpfalz